# 보르네오코끼리
보르네오코끼리(Elephas maximus borneensis)는 동남아시아의 보르네오섬에 서식하는 아시아코끼리의 아종이다. 아시아코끼리의 아종 중 가장 작으며 피그미코끼리 라고도 불린다. , 숲 파괴로 인한 서식지 상실에 따라 수가 감소하고 있다. 열대우림 또는 열대 삼림지대에 서식한다.수명은 약 70년이다.

## 같이 보기
- 난쟁이코끼리
- 섬의 왜소 발육화